# 丘阿蘭喬
丘阿蘭喬（西班牙語：Chuarrancho），是危地馬拉的城鎮，位於該國中南部，由瓜地馬拉省負責管轄，面積105平方公里，海拔高度1,299米，2002年人口10,101，人口密度每平方公里96.2人。
14°49′N 90°31′W / 14.817°N 90.517°W